# ناثان سميث
ناثان سميث (بالإنجليزية: Nathan Smith)‏ (و. 1770 – 1835 م) هو سياسي، ومحامي، من الولايات المتحدة الأمريكية، كان عضوًا في حزب اليمين، توفي في واشنطن العاصمة، عن عمر يناهز 65 عاماً.

## مناصب
تولى منصب عضو مجلس الشيوخ الأمريكي.

## التعليم
تعلم في Litchfield Law School ‏.